# Almas del Silencio
Almas del Silencio är ett studioalbum av den puertoricanska sångaren Ricky Martin. Det gavs ut den 20 maj 2003 och innehåller 13 låtar.

## Låtlista
| Nr  | Titel                  | Längd |
| --- | ---------------------- | ----- |
| 1.  | Jaleo                  | 3:42  |
| 2.  | Tal Vez                | 4:40  |
| 3.  | Jamás                  | 3:09  |
| 4.  | Si Tú Te Vas           | 4:22  |
| 5.  | Nadie Más Que Tú       | 4:20  |
| 6.  | Besos del Fuego        | 4:25  |
| 7.  | Asignatura Pendiente   | 3:57  |
| 8.  | Juramento              | 3:33  |
| 9.  | Y Todo Queda en Nada   | 4:37  |
| 10. | Si Ya No Estás Aquí    | 3:05  |
| 11. | Raza de Mil Colores    | 3:35  |
| 12. | Las Almas del Silencio | 3:31  |
| 13. | Jaleo                  | 3:41  |

## Listplaceringar
| Lista               | Topplacering |
| ------------------- | ------------ |
| Australien          | 21           |
| Belgien (Flandern)  | 34           |
| Belgien (Vallonien) | 29           |
| Finland             | 9            |
| Frankrike           | 35           |
| Italien             | 3            |
| Nederländerna       | 28           |
| Norge               | 6            |
| Portugal            | 4            |
| Schweiz             | 2            |
| Sverige             | 17           |
| Österrike           | 28           |